# Giles Chichester
Giles Chichester (ur. 29 lipca 1946 w Londynie) – brytyjski polityk, poseł do Parlamentu Europejskiego IV, V, VI i VII kadencji (1994–2014). Syn Francisa Chichestera.

## Życiorys
Kształcił się w Westminster School, następnie w Christ Church w ramach Uniwersytetu w Oxfordzie. Uzyskał magisterium z geografii. Od 1969 zawodowo związany z założonym przez ojca wydawnictwem.
Długoletni działacz Partii Konserwatywnej. Od 1984 do 1987 był prezesem związanego z torysami stowarzyszenia Hammersmith Conservative Association. W latach 1988–1990 i 1997–1998 zasiadał w komitecie wykonawczym Conservative National Union W 2004 został przewodniczącym zajmującego się kwestiami energetycznymi European Energy Forum.
W 1994 uzyskał mandat deputowanego do Parlamentu Europejskiego, reprezentując okręg Devon and East Plymouth. W 1999 uzyskał reelekcję w okręgu South West England. W 2004 i 2009 był wybierany w okręgu South West England and Gibraltar.